# Calamus pseudoulur
Calamus pseudoulur är en enhjärtbladig växtart som beskrevs av Odoardo Beccari. Calamus pseudoulur ingår i släktet Calamus och familjen Arecaceae. Inga underarter finns listade i Catalogue of Life.